# Alfred Rittmann
Alfred Rittmann (Basilea, 23 marzo 1893 – Piazza Armerina, 19 settembre 1980) è stato un vulcanologo svizzero, fondatore della vulcanologia moderna in Europa.
Dopo la laurea presso l'Università di Ginevra decide di mettersi in viaggio per visitare le scuole mineralogiche e petrografiche più famose del mondo, approdando nel 1926 all'Istituto di mineralogia di Napoli dove consacrerà le proprie ricerche sul Vesuvio e sul vulcanismo dell'area napoletana, occupandosi prevalentemente di Ischia. Attraverso le sue ricerche Rittman mette il luce le relazioni esistenti tra l'evoluzione magmatica, la tettonica e l'attività vulcanica.
Nel 1936 dà alle stampe la prima edizione de Vulkane und ihre Tätigkeit (I vulcani e la loro attività), il primo trattato di vulcanologia moderna.
Viene nominato direttore dell'Istituto di vulcanologia dell'Università degli Studi di Catania e successivamente dell'Istituto internazionale di vulcanologia, fondato dal CNR e dall'UNESCO. Nel 1954 ricopre anche la carica di presidente dell'Associazione internazionale di vulcanologia e di chimica dell'interno della terra (IAVCEI) per tre mandati consecutivi.
Nel 1987 un minerale appartenente al gruppo dei leuciti è stato  denominato rittmanite, in onore dello studioso svizzero. La rittmanite è un minerale tipico delle rocce magmatiche di colore giallo chiaro.

## Principali pubblicazioni
- Geologie der Insel Ischia in Zeitschrift für Vulkanologie, Vol. VI, Berlino, 1930
- Vulkane und ihre Tätigkeit (Gebundene Ausgabe), 1936
- Origine e differenziazione del magma ischitano in Bull. Suisse Min. Petr., Vol. 28
- L'isola d'Ischia. Geologia in Boll. Serv: Geol: Ital., Vol. CI con la collaborazione di V. Gottini, Roma, 1981